# Arte plumária indígena brasileira

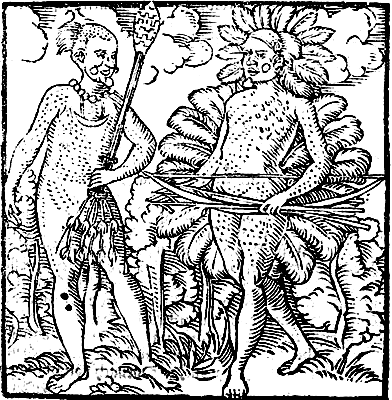
Chefe Tupinambá com o corpo adornado com plumas. Xilogravura que ilustra o livro Duas Viagens ao Brasil de Hans Staden (1557). Os atavios dos indígenas, que desde o início da colonização chamaram a atenção dos europeus, podem ser comparados ao paletó dos ocidentais como marcas de sua identidade cultural. Os aparatos dos grandes líderes, por sua vez, são comparáveis em riqueza visual e função simbólica e honorífica aos mantos e coroas das figuras reais europeias, proclamando a dignidade dos personagens.

A arte plumária indígena brasileira é uma das expressões plásticas mais conhecidas e impactantes das culturas nativas do Brasil. A definição usual de arte plumária diz respeito aos objetos confeccionados com penas e plumas de aves, amiúde associadas a outros materiais, e em sua maioria usados como ornamento corpóreo, seja de uso cotidiano seja em funções solenes e ritualizadas. A definição também inclui a fixação de penas diretamente sobre o corpo humano, em geral com os mesmos objetivos e significados, e a confecção de objetos emplumados para outros usos além do adorno do corpo.
Chamou a atenção dos europeus desde que primeiro chegaram ao território brasileiro no século XVI, e vários exemplares foram coletados e enviados às cortes do além-mar, mas acima de tudo eram na época apresentados à Europa como troféus da conquista americana e como produto estranhamente atraente de povos bárbaros. Até pouco atrás esta fascinante forma de expressão não era considerada mais do que um artesanato exótico, mas hoje a produção plumária dos indígenas brasileiros é reconhecida como uma verdadeira linguagem visual, um reflexo requintado de culturas ricas e complexas, transmissora de mensagens específicas, merecedora do estatuto de arte e digna de sério estudo. Porém, a despeito de sua recente consagração entre os estudiosos e o grande público, esse rico acervo de tradições, significados e formas corre o risco de se desvirtuar pela aculturação das tribos e a transformação de objetos simbólicos em produto comercial e turístico, e pode vir mesmo a desaparecer, como desapareceram inúmeras etnias que antigamente povoavam o território brasileiro, perdendo-se com elas uma riqueza imensa em visões de mundo e experiências vitais, coisas de que a arte plumária sempre foi veículo privilegiado.

## Características

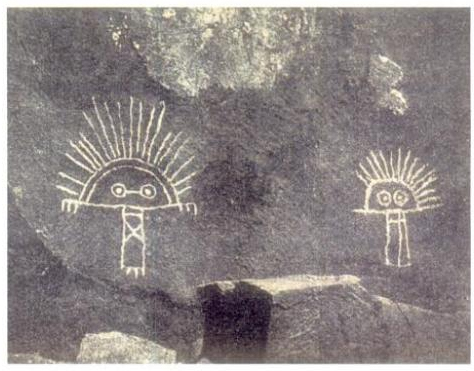
Pictogramas na Cachoeira Resplendor, Pará, mostrando seres humanos adornados com penas

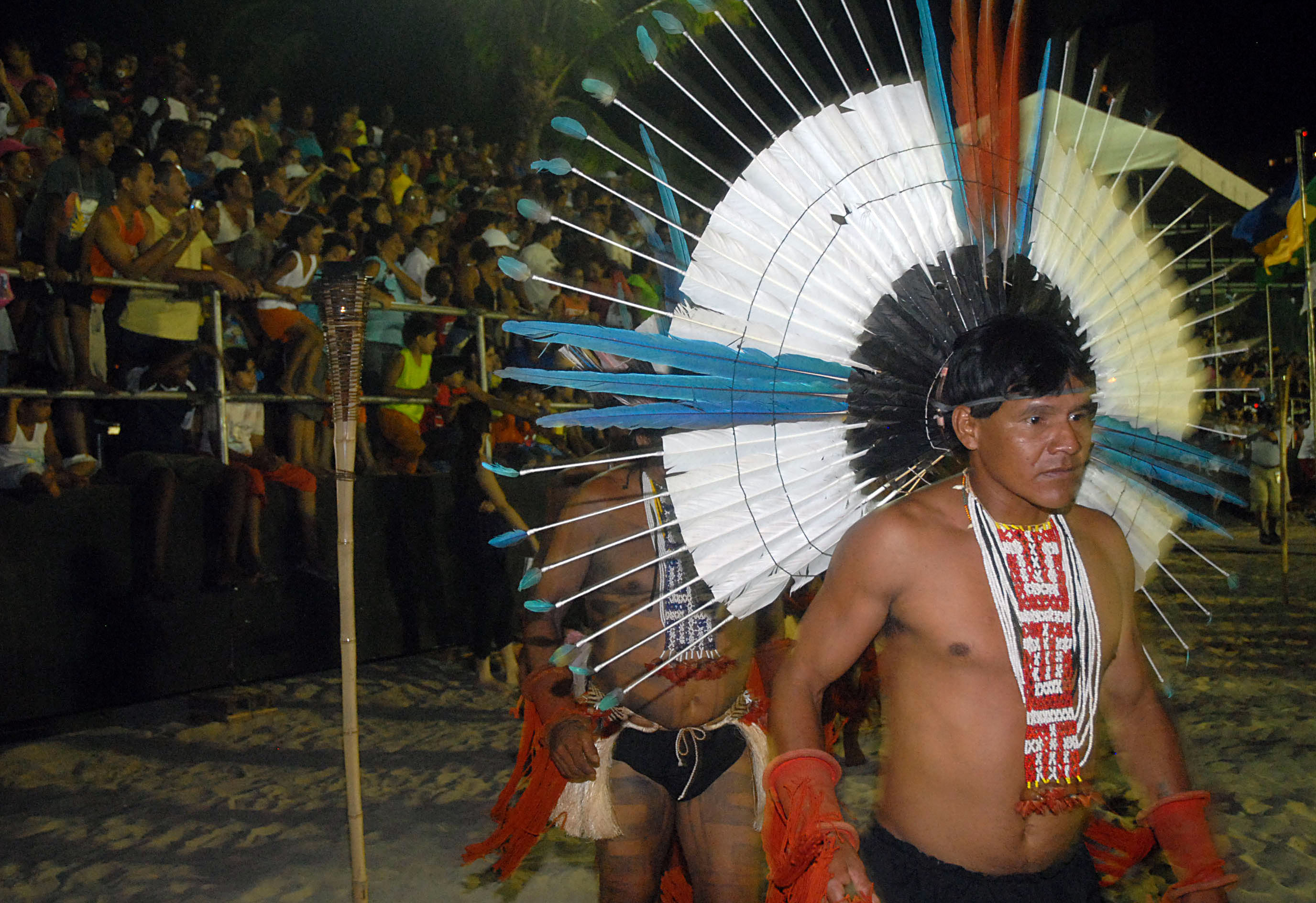
Indígena nos Jogos dos Povos Indígenas, com destaque para seu grande cocar

São registrados no Brasil pelo menos trinta grupos étnicos indígenas que possuem marcantes tradições culturais expressas através da arte plumária, incluindo entre eles os Kagwahíva,  Erekibatsa, Tapirapé, Kamaiurá, Xavante, Waurá, Juruna, Kaingang, Kayapó, Tukano, Urubu-Kaapor, Assurini e Karajá, mas são raros os povos que não possuem nenhuma tradição deste tipo. É uma prática que tem grande antiguidade; há pinturas rupestres em alguns sítios arqueológicos do Nordeste onde é clara a representação de seres humanos com adornos plumários; alguns desses registros datam pelo menos do século IX. Essa antiguidade e universalidade se manifestam na variedade imensa da arte plumária nacional, sendo impossível estabelecer dela um perfil senão muito sumário, pois se espraia em um vasto leque de técnicas, materiais, formas, usos e categorias.
O que é regra geral nessa arte é que ela é veículo de mensagens relativas a ritos de passagem, estados de espírito, distinções de prestígio e poder, imagens de identidade da pessoa, da família, do clã e da nação, não raro de importância vital na economia interna de suas culturas. Nas sociedades indígenas não existe uma divisão formal entre e arte e artesanato. Todos os objetos produzidos incorporam elementos de fruição estética e afirmações étnicas. Mais do que mero adorno, a arte plumária é forma de comunicação, ela fala, e diz mil coisas, apresenta-se de mil modos e formas. E fosse adorno apenas, já seria rico o bastante para exigir detido estudo. Em algumas tribos, como os Bororo, é a principal forma de arte plástica, seu luxo contrastando vivamente com a austeridade dos outros objetos que fabricam. Nas palavras de Darcy Ribeiro e Bertha Ribeiro,
"É na plumária que encontramos a atividade mais eminentemente artística dos nossos indígena, aquela em que revelam os mais elaborados impulsos estéticos e mais vigorosas características de criação própria e singular. E é natural que assim seja, porque a plumagem dos pássaros, com sua variedade de formas e riqueza de colorido, constitui o material mais precioso e mais acabado, por assim dizer, que a natureza oferece aos indígenas para se exprimirem artisticamente. o seu maior interesse estético, por outro lado, está voltado para o embelezamento do próprio corpo. Da combinação daqueles recursos e desta tendência, resultaria a elaboração de uma técnica requintada que, associando penas e plumas a diversos outros materiais, permitiria criar obras de arte capazes de competir em beleza com os mesmos pássaros".

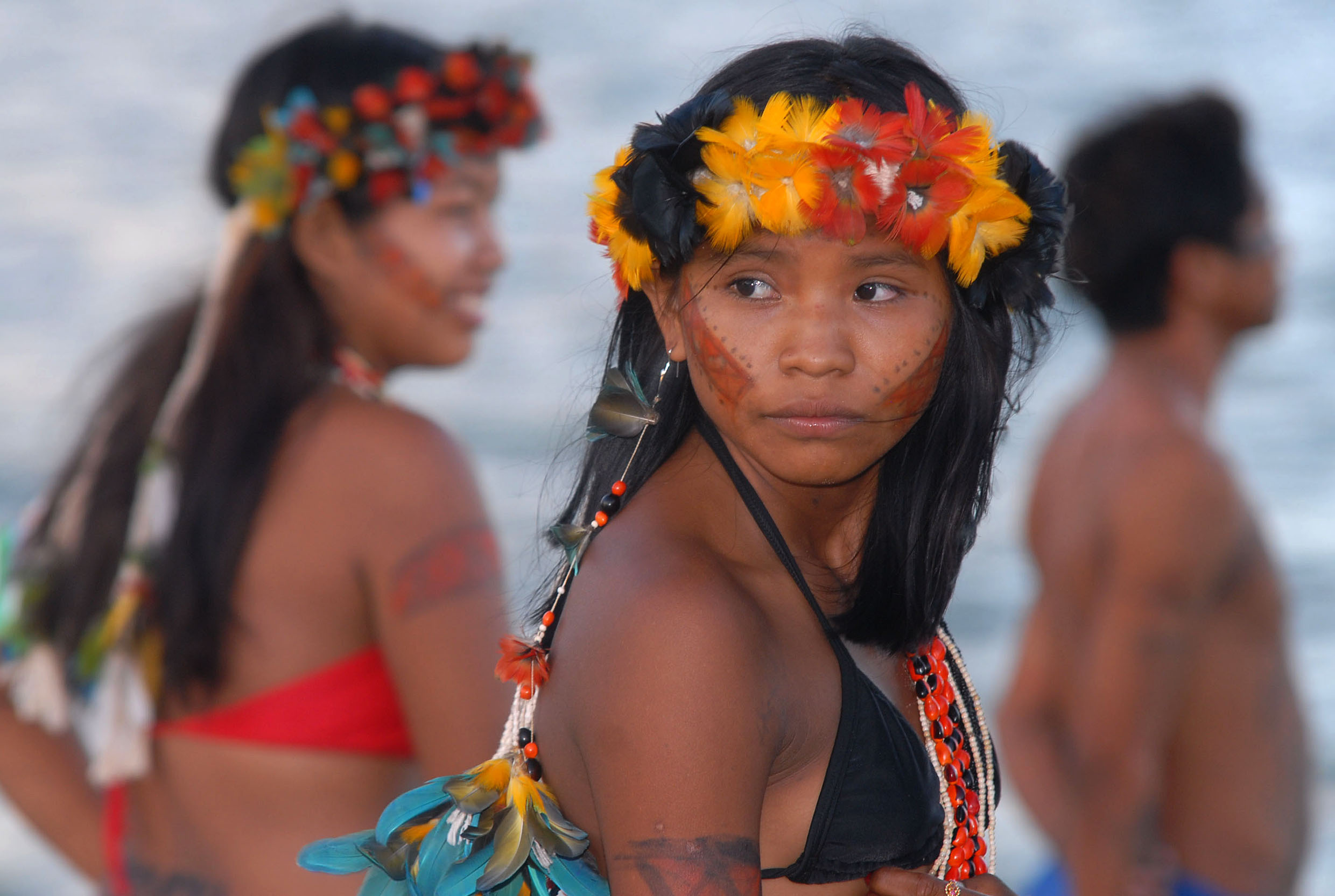
Meninas Tapirajé com diademas e adornos pendentes

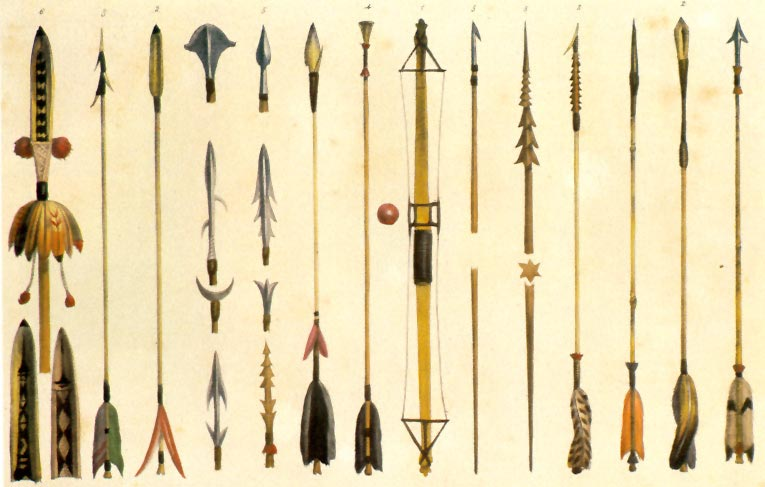
Flechas e outras armas adornadas com plumas, aquarela de Jean-Baptiste Debret, 1834

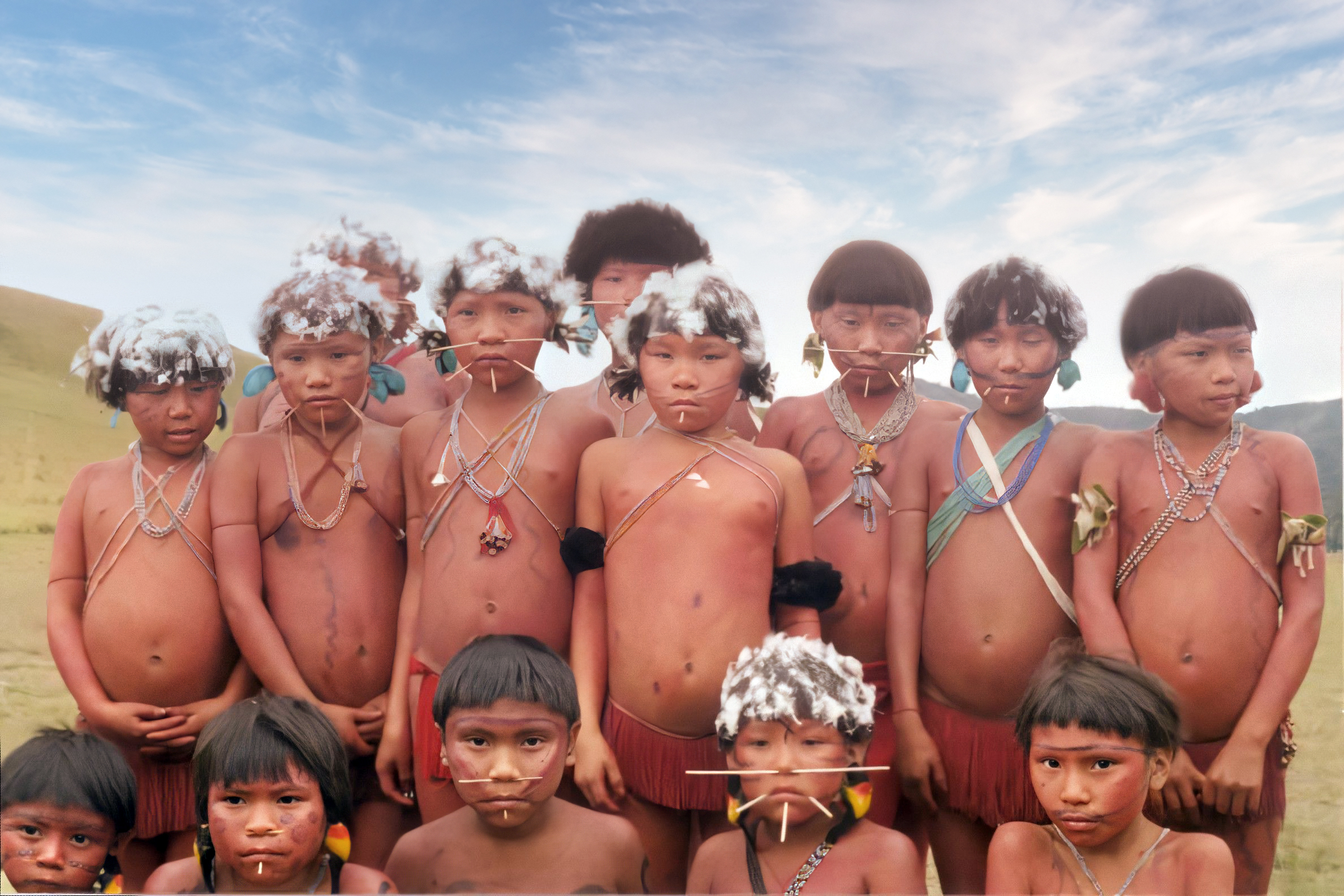
Meninos Yanomami adornados com plumagem branca diretamente aplicada nos cabelos

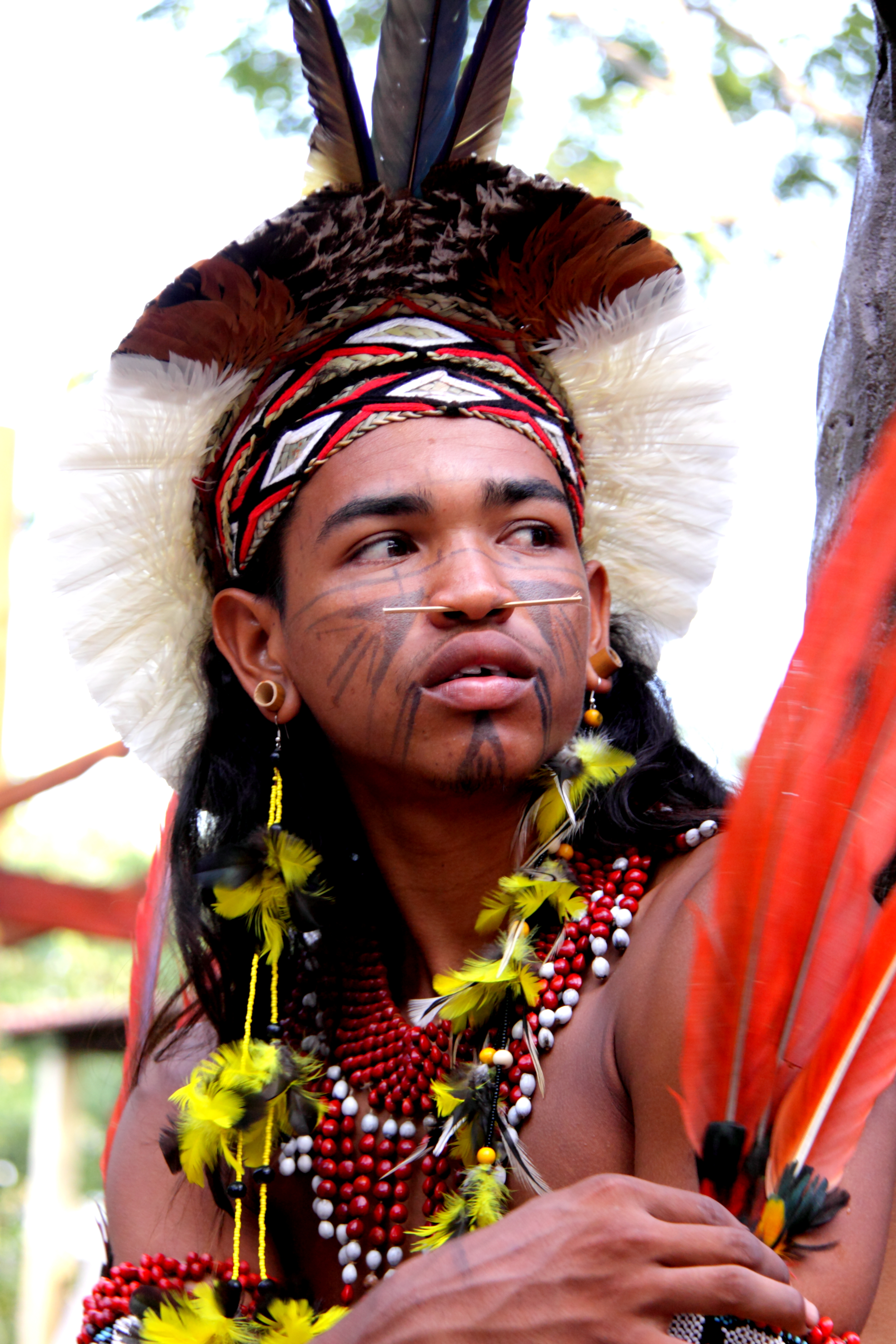
Indígena Pataxó com variados adornos plumários

O estudo da arte plumária vem recebendo recentemente considerável atenção dos pesquisadores, já havendo diversas publicações para tratar do tema, mas ainda existe certa controvérsia em sua categorização. Júlio Melatti propôs a divisão em duas categorias principais: os objetos emplumados e as penas coladas diretamente ao corpo. De acordo com Dorta & Van Velthem, seriam três categorias maiores: a primeira fazendo uso de penas longas associadas a suportes rígidos, dando um aspecto grandioso e monumental ao artefato, destacando-se os grandes toucados ou cocares. Neste grupo estão incluídos os Bororo, Karajá, Tapirapé, Kayapó, Tiriyó, Aparai e Wai-Wai, entre outros. O segundo emprega penas diminutas fixas em suportes flexíveis, com um aspecto delicado, incluindo braçadeiras, tangas, cintos, colares, pulseiras, tornozeleiras, protetores penianos, etc. Seus mais típicos representantes são os Munduruku, os Urubu-Kaapor e outros grupos Tupi. Ainda alguns grupos comporiam um terceiro estilo, com elementos das duas grandes divisões. Já Darcy e Bertha Ribeiro consideram como digna do estatuto de arte plumária apenas aquela em que fica evidente o trabalho da imaginação, da sensibilidade e de uma artesania requintada. Só assim o objeto poderia adquirir autonomia como arte, tornando-se capaz de suscitar uma resposta estética no observador através "da harmonia da forma, da felicidade na combinação cromática e, ainda, por uma consistência táctil suave e atrativa", ultrapassando o valor plástico das plumas em si. Ficariam, pois, excluídas as formas que simplesmente agregam ao corpo e outros objetos um material em estado bruto ou pouco trabalhado. E outros ainda, como Els Lagrou e Maria Castilho Costa, questionam a atribuição do nome de arte para essa expressão, já que o conceito corrente de arte é uma importação europeia que não encontra paralelo nas atividades das comunidades indígenas.
Tradicionalmente a confecção de objetos plumários é uma tarefa dos homens adultos, e suas técnicas são aprendidas depois dos ritos de iniciação. A manufatura envolve várias atividades preliminares: caça das aves ou retirada das penas de aves cativas, seleção e classificação, preparo do material e coleta e preparação de materiais acessórios. Grande parte da arte plumária participa da natureza da tecelagem, pois a fixação das penas é feita através de amarração e trançamento de fibras. Outras formas fixam as penas diretamente ao corpo através de resinas e colas, como fazem os Kayapó e Yanomami, que usam a plumagem fina e branca dos urubus-rei colada diretamente no cabelo, ou por um sistema de perfurações corporais (piercing). Outros objetos também podem ser adornados com penas, como armas, objetos litúrgicos, distintivos de guerra, brinquedos infantis, bolsas e instrumentos musicais e de trabalho. O material é usado de diversas formas: em estado natural ou transformando suas características originais com cortes, deformações, desfiamentos e tingimentos. Também não raro as penas são usadas em associação com outros materiais, como couros e peles, ossos, sementes, garras de animais, fibras diversas.
Embora alguns artefatos emplumados possam ser usados cotidianamente, os mais elaborados e importantes se destinam às grandes festividades. É, pois, uma arte de caráter cenográfico, usada em ritos públicos onde participam integradamente outras formas de expressão, como o canto, a declamação, a narrativa teatralizada e a dança, e transfigurando a aparência de quem a usa de uma forma mágica e teatral. A pesquisadora Lux Vidal deu eloquente depoimento sobre as formas de uso da arte plumária na Festa do Tatu, um ritual Kayapó-Xikrím, tratando dos aspectos recém mencionados:
"Importante é também ver que não é só a pintura, não é só a plumária, mas tem também os cantos, as danças, os gestos e especialmente a palha.... Os Jês são as sociedades da palha... usada não só em contraste de cores, mas também nesse desfiamento amarelo; quando depois eles se movimentam, eles dançam, essa coisa se mexe, se move, é extremamente leve e faz contraste com o preto e com o vermelho, e também o verde e o azul da máscara. Isso é de uma beleza extraordinária.... (Importa) realmente todo o momento, acompanhado da dança e do canto, essas coisas que se movimentam e formam esse todo especial. E são coisas extremamente efêmeras, não são coisas que duram. A palha é jogada fora, a penugem depois é guardada e reutilizada de uma outra forma, mas são coisas transitórias. O momento de beleza certo do ritual, quantas coisas aconteceram! Isto que é o belo".
A arte plumária é uma arte tradicional, ou seja, tem origem popular e pertence à grande categoria do folclore, pois segue padrões culturais herdados ao longo das gerações, mais ou menos fixos e distintivos de cada grupo étnico ou social que a produz, mas não descarta a contribuição individual na introdução de variações. Não é, por isso, repetitiva, mas reiterativa. Por exemplo, um cocar de determinada tribo é em tudo semelhante a outros cocares de mesma origem e função, mas os membros daquela aldeia não teriam dificuldade em apontar o indivíduo que criou cada peça, o que as torna criações únicas.

### Alguns exemplos
Dada a diversidade da arte plumária dos indígenas do Brasil, que torna impossível uma descrição em detalhe, alguns exemplos concretos podem pelo menos ajudar a formarmos uma ideia mais clara da importância que esta forma de expressão pode assumir em diferentes comunidades indígenas. Essa importância transparece no lamento de um Tupinambá capturado em 1616, registrado pelo frei capuchinho Yves d'Évreux: "Quando eu penso em como as pessoas escutavam o meu pai, que era um grande homem, quando falava na casa dos homens, e quando olho agora para mim mesmo, um escravo – sem pinturas, sem um ornamento de penas na cabeça, nos braços e nos pulsos –, eu preferia estar morto".

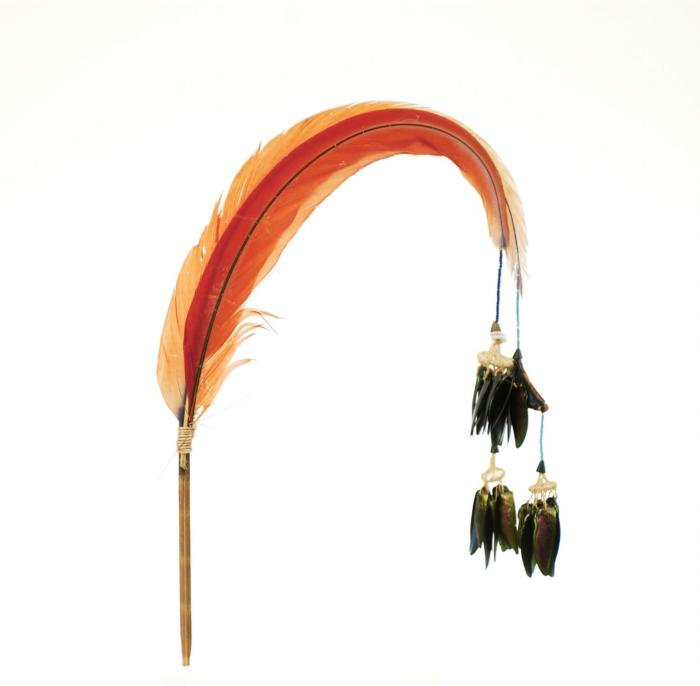
Aplique plumário Wayana

Entre os Wayana a procriação é comparada à técnica da arte plumária. Para eles as crianças são "feitas" através da justaposição de partículas de sêmen em sucessivos intercursos, partículas que "tecem" a pele do bebê da mesma forma que uma pena é enfileirada a outra na confecção de um adorno. Também acreditam que as coisas e pessoas são parte de quem as criou, assim a arte plumária é vista como uma extensão do próprio corpo de quem a usa. As penas usadas pelos Guarani para adornar seus ponchos kayová pretendem "imitar as coisas de Ñandedjára", a divindade celeste identificada ao Deus cristão. Eles também consideram as penas do topete do pica-pau e as penas caudais da tesourinha como mágicas, e as usam em testeiras exclusivas para certos rituais religiosos. Os Urubu-Kaapor confeccionam um grande cocar de penas amarelas, cujo protótipo lhes teria sido dado pelo herói-criador Maíra como um símbolo do sol, sendo usado nas festas de nominação masculina, e os Tapirapé criam uma máscara de madeira revestida de penas de arara e gavião, representando o espírito do inimigo morto em combate, usada nas festas que os homenageiam.
Entre os Kaxinawá a plumária é uma arte masculina, e a decoração corporal com plumas está em certos casos associada a uma admiração e um desejo de fusão pessoal com o mais belo dos seres, a divindade celeste chamada Inka, sendo reflexo da sua beleza, poder, conhecimento e saúde. O mesmo povo considera as penas possuidores de virtudes especiais, e seu uso está na dependência de combinações e contextos apropriados. Da mesma forma, somente certas pessoas podem confeccionar determinados objetos, sempre dentro de uma estrutura ritual estritamente controlada. Quando associada ao canto, a arte plumária é criada pelo cantor-chefe, que é também especialista no trabalho com penas, numa ligação evidente entre o canto dos pássaros e a arte de memorizar os cantos tribais, cuja origem é atribuída aos mesmos pássaros. A comunidade inteira contribui com penas específicas para a fabricação dos trajes do líder do canto e do seu aprendiz, e cada um que contribuir poderá usar a veste cerimonial típica da festa, que assume assim um caráter agregador e coletivo. Nos ritos de fertilidade são usados cocares individuais, que por isso podem servir de distintivos de prestígio social. Um estudo de Rabineau nos anos 60 relata que o cocar fabricado pelo cacique era uma obra sofisticada, demonstrando seu domínio da técnica e sabedoria na escolha do material adequado. O seu filho, porém, ao criar seu próprio cocar, o fez com técnica igualmente boa mas com maior economia de material, indicando que era hábil mas não possuía ambição de suplantar seu pai. Por outro lado, um rival do cacique usou penas proibidas na cerimônia, e por isso, em vez de ganhar o respeito da tribo, foi desaprovado por todos.

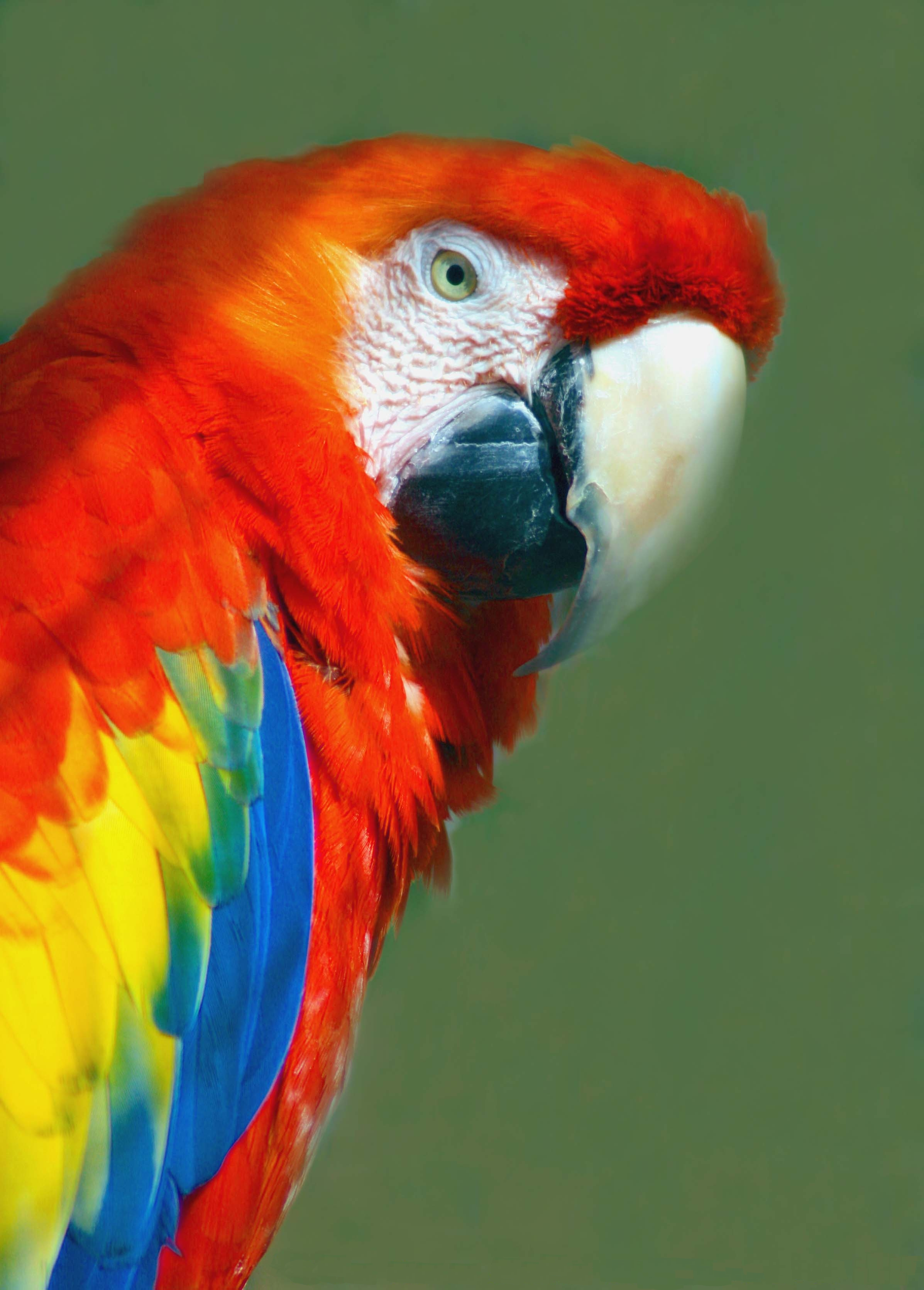
Arara-canga, veículo de um ser mítico para os Yanomami

Para os Kayapó, a plumária é usada principalmente nos grandes rituais coletivos, como na nominação e iniciação masculina, no casamento e na paramentação do morto. No cotidiano, porém, prevalece a pintura corporal como único adorno. O vistoso cocar chamado krokrok ti possui grande significado simbólico, podendo representar um olho ou o sol, mas acima de tudo simboliza a própria aldeia. As penas azuis, colocadas no centro, representam a praça, que é o local masculino e público por excelência, enquanto que as penas vermelhas, periféricas, representam o mundo feminino e doméstico. Como acabamento, são colocadas penugens brancas, representativas da floresta.
Os Tukano praticam um ritual secreto relacionado ao Jurupari, cujo principal objetivo é invocar a serpente gigante Anaconda, de cujo ventre a humanidade teria nascido. Todos os objetos usados no ritual se unem, através da magia do xamã, para formar o corpo da criatura sagrada, entre eles uma flauta emplumada com penas de arara e mutum, que se considera representar os jarretes da serpente. Para os povo indígena Palikur as retrizes vermelhas das araras são particularmente poderosas, sendo o assento de espíritos protetores. São por isso usadas em inúmeros objetos e espaços a fim de afugentar influências malignas. Já os Yanomami, nos ritos ligados à entidade mítica Wasulumani, representada pela colorida arara-canga (Ara macao), evitam o uso de penas multicores para não ofendê-la, competindo com seu esplendor, e seus adornos se limitam a penas de cores preta e branca. Os Waiãpi antigamente confeccionavam um cocar vertical com penas de várias aves, onde se destacavam as grandes penas caudais de araras. O cocar era usado em rituais de dança onde indígenas personificavam aves de voo alto, símbolos de saúde e bem-estar da tribo, ao mesmo tempo em que as penas maiores simbolizavam os pilares com que os seres míticos haviam sustentado a abóbada celeste, para que ela não desabasse sobre o mundo.

## História do seu estudo e situação atual

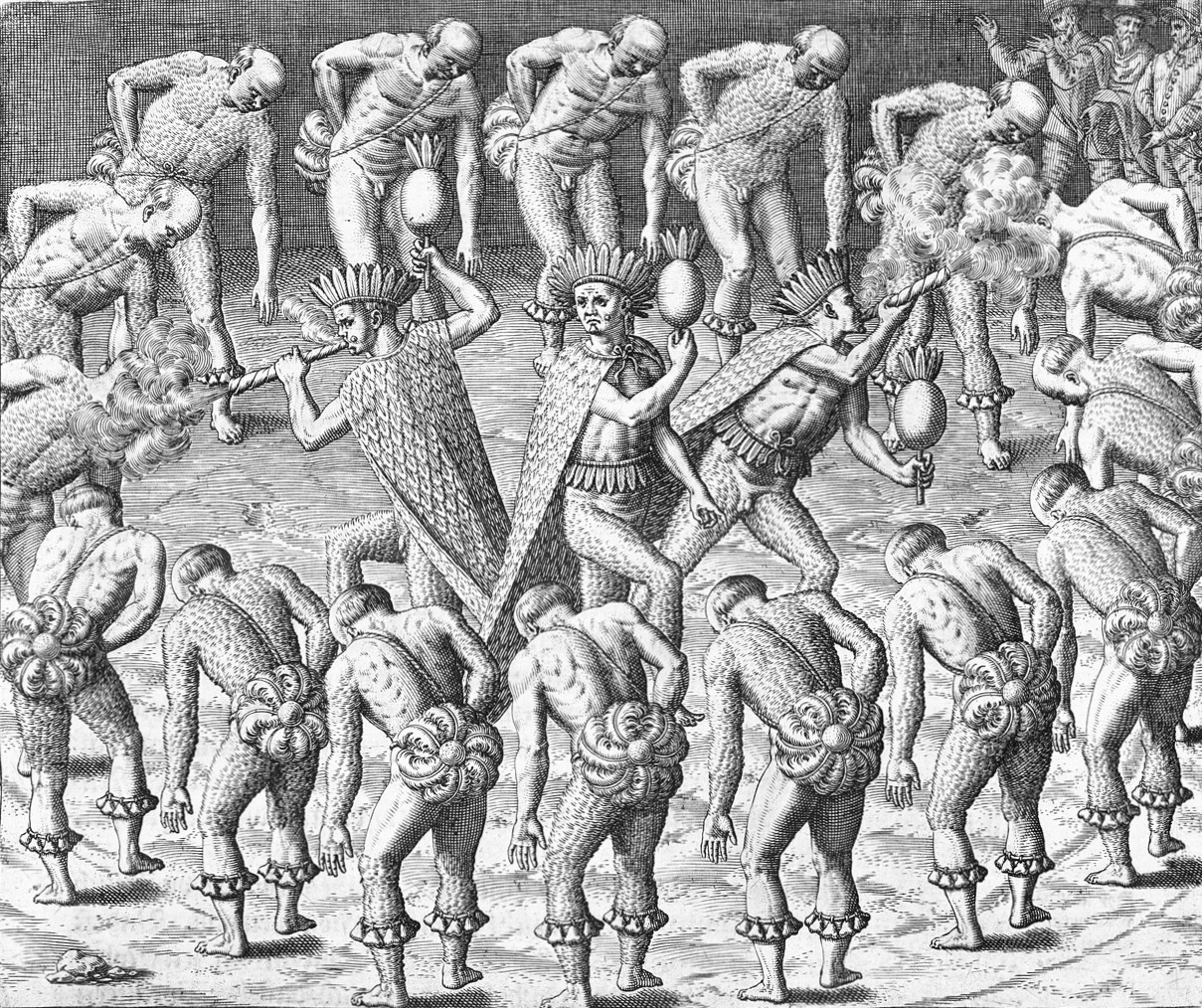
Tupinambás em gravura de Theodor de Bry para o livro de Hans Staden Duas Viagens ao Brasil, 1557. Ao centro indígenas com seus mantos emplumados.

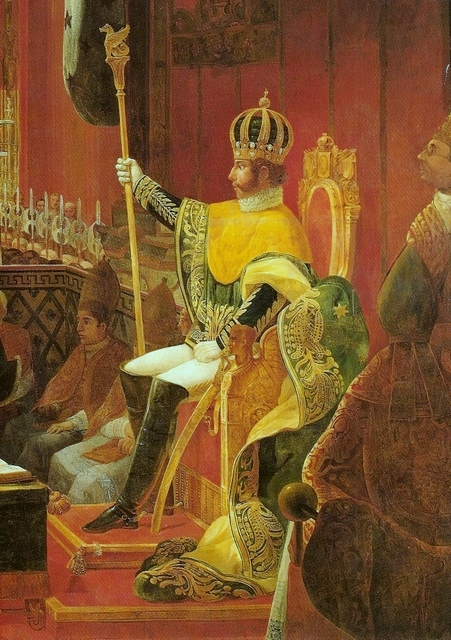
Dom Pedro I com seu manto de coroação decorado com uma gola de penas de tucano. Detalhe de pintura de Debret

Desde a Descoberta do Brasil, já sendo citada na Carta de Pero Vaz de Caminha, a arte das plumas vem chamando a atenção do homem branco, a despeito dos maus tratos que ele historicamente dispensou aos indígenas, dizimando suas populações, apossando-se de suas terras e relegando-os a um estado que só recentemente vem deixando de ser o mais completo abandono e desprezo. Exploradores e naturalistas europeus desde logo coletaram exemplares de arte plumária e os levaram à Europa como troféus da conquista, uma prática que continuou até o século XIX, que até hoje enriquece as coleções de importantes museus. Por outro lado, essa atividade preservou na Europa exemplares únicos, sem paralelos no acervo remanescente no próprio Brasil. É o caso dos famosos mantos plumários Tupinambás, uma etnia praticamente extinta no século XVII. Foram registrados desde o século XVI em gravuras e relatos de viajantes europeus, mas os únicos exemplares que restam desse tipo de artefato estão conservados no Museu Nacional da Dinamarca e no Museu do Homem em Paris. Eram usados em cerimônias de iniciação masculina e reservados somente aos indígenas do mais elevado status social.
Quando Dom Pedro I foi sagrado imperador, mandou adornar seu manto cerimonial com uma murça de penas de papo de tucano, ao mesmo tempo uma homenagem aos chefes indígenas do país e um ato de afirmação de poder imperial, agregando simbolicamente as forças nativas ao universo europeizado dominante. Seu filho, Pedro II, continuaria o costume, também como parte de um projeto político-cultural de modernização e unificação nacional. Mas no Brasil as tradições indígenas só começaram a despertar mais interesse nos círculos ilustrados em meados do século XIX, a partir dos primeiros estudos sobre o folclore nativo embutidos no movimento romântico, o qual prestigiava as singularidades e as diferenças, definindo os vários povos e tradições como objetos dignos de atenção intelectual. Notável foi o trabalho de pesquisa de Emílio Goeldi, coletando material e dando importantes subsídios para o início do estudo da arte plumária de forma particular e sistemática.
No início do século XX intelectuais modernistas como Mário de Andrade lançaram novos olhares sobre o assunto, sem deter-se nele em profundidade, e nesta altura muito já se havia perdido para sempre ou havia sofrido influências da cultura branca. Eruditos europeus também desenvolviam pesquisas, mas a arte plumária ainda não era considerada uma arte de direito próprio, com características e funções específicas, como fica aparente no trabalho de Claude Lévi-Strauss, e raramente atraía a atenção que deveria como uma das mais sofisticadas criações estéticas dos indígenas brasileiros. Ou era incluída como uma subcategoria da indumentária, ora era vista como simples artesanato primitivo, quando não mero exotismo sem significado profundo. Os irmãos Vilas-Boas recolheram grande conjunto de artefatos e nos anos 50 Darcy Ribeiro deu influente contribuição escrevendo um livro sobre a plumária dos Kaapor. Nos anos 60 em diante foram realizados mais estudos especializados e começaram as exposições, mas foi somente em 1983 que aconteceu sua consagração definitiva, quando recebeu uma sala especial na Bienal de São Paulo, acompanhada pela publicação de ensaios críticos.

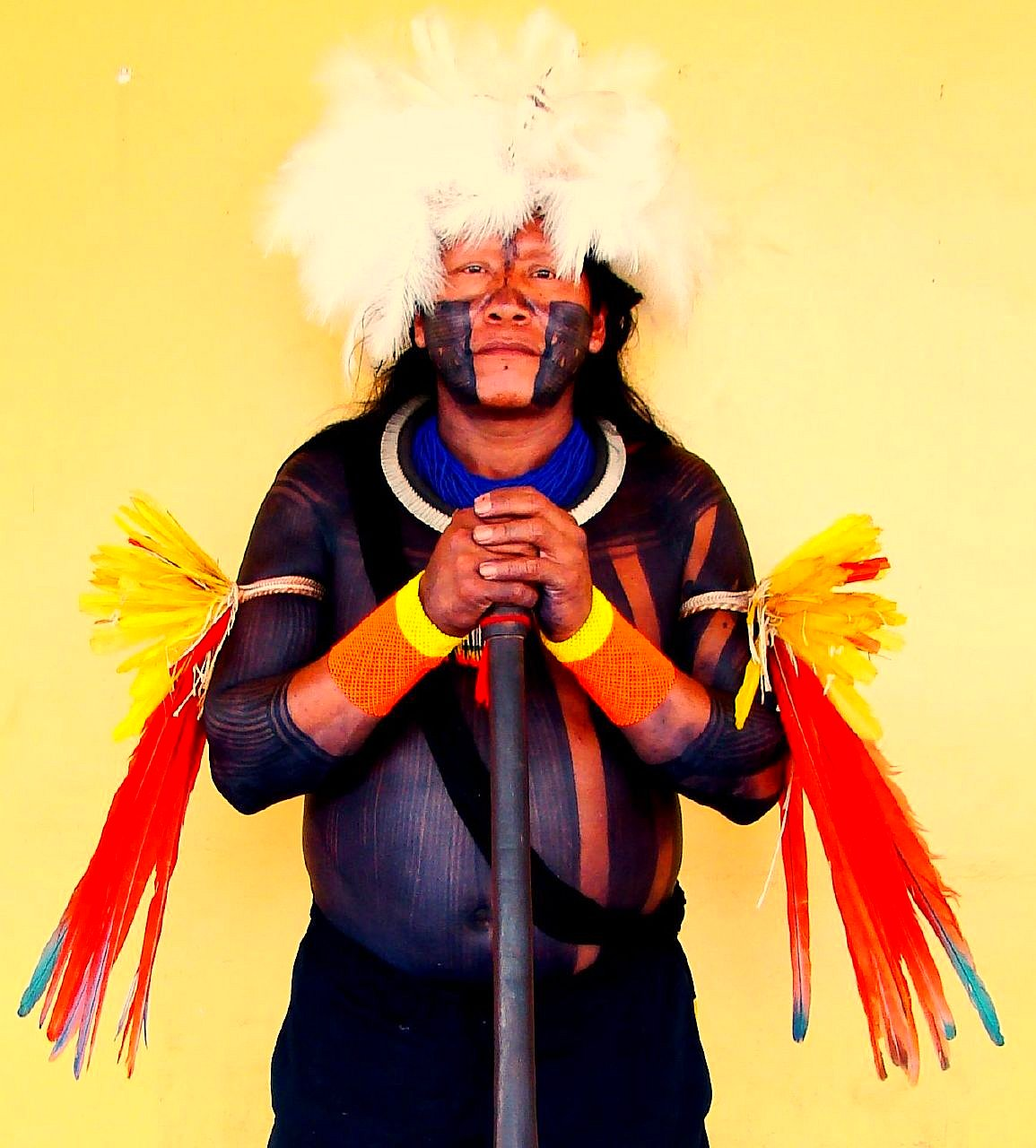
Líder da nação Xicrim em 2008 com adornos plumários.

Atualmente a arte plumária indígena do Brasil é prestigiada em todo o mundo, e está presente em muitos museus nacionais e estrangeiros, mas está correndo o risco de desaparecer e ter sua autenticidade deturpada. Face à aculturação de muitas tribos, os costumes vão se dissolvendo, e segundo Dorta & Cury, nenhuma das 206 etnias sobreviventes no Brasil a pratica em sua plenitude original. Onde são mais preservados, justamente pela admiração que hoje desperta, a arte plumária vem se tornando produto comercial, perdendo seus significados e usos tradicionais e passando a ser simples objeto decorativo para consumo dos turistas, constituindo até uma importante fonte de renda para várias tribos. Além disso, fazendo uso de material biológico obtido de aves muitas vezes ameaçadas de extinção, a continuidade dessa tradição como fonte de renda encontra impedimentos legais. De acordo com a legislação brasileira os indígenas têm o direito de caçar a fauna silvestre com fins exclusivos de alimentação e confecção de objetos cerimoniais, mas peças com produtos ou subprodutos da fauna silvestre, categoria onde entram os objetos plumários, não podem ser comercializadas. A proibição está em vigor desde 1998, e só abre exceções para a pesquisa acadêmica e a preservação em museus. Não obstante, o comércio já atinge grandes proporções e o controle é difícil. Ao mesmo tempo, a combinação de restrições e propaganda governamental causa uma situação de paradoxo. Na apresentação do livro Povos Indígenas no Brasil 2001/2005, os autores disseram:
"Vale destacar a imagem do cocar Kayapó que aparece na lombada deste volume, confeccionado com a técnica de praxe, porém com canudinhos de plástico no lugar das tradicionais penas de arara, papagaio e mutum. Proibidos de comercializar artesanato com matérias-primas oriundas de animais silvestres, essa recente e criativa solução Kayapó simboliza a contradição de um país campeão mundial do desmatamento e bem colocado no topo da lista do tráfico e da extinção de aves, cuja diplomacia costuma exibir no exterior a arte plumária indígena como símbolo primeiro da identidade nacional".
Além do estudo por antropólogos e etnólogos, e da sua maior divulgação entre o grande público, a arte plumária indígena vem exercendo algum impacto também na arte contemporânea brasileira de caráter erudito, um fenômeno que se observa desde os anos 60 através da obra de artistas destacados como Lygia Pape e Bené Fonteles, além de inspirar o trabalho de decoradores e designers de moda e jóias.

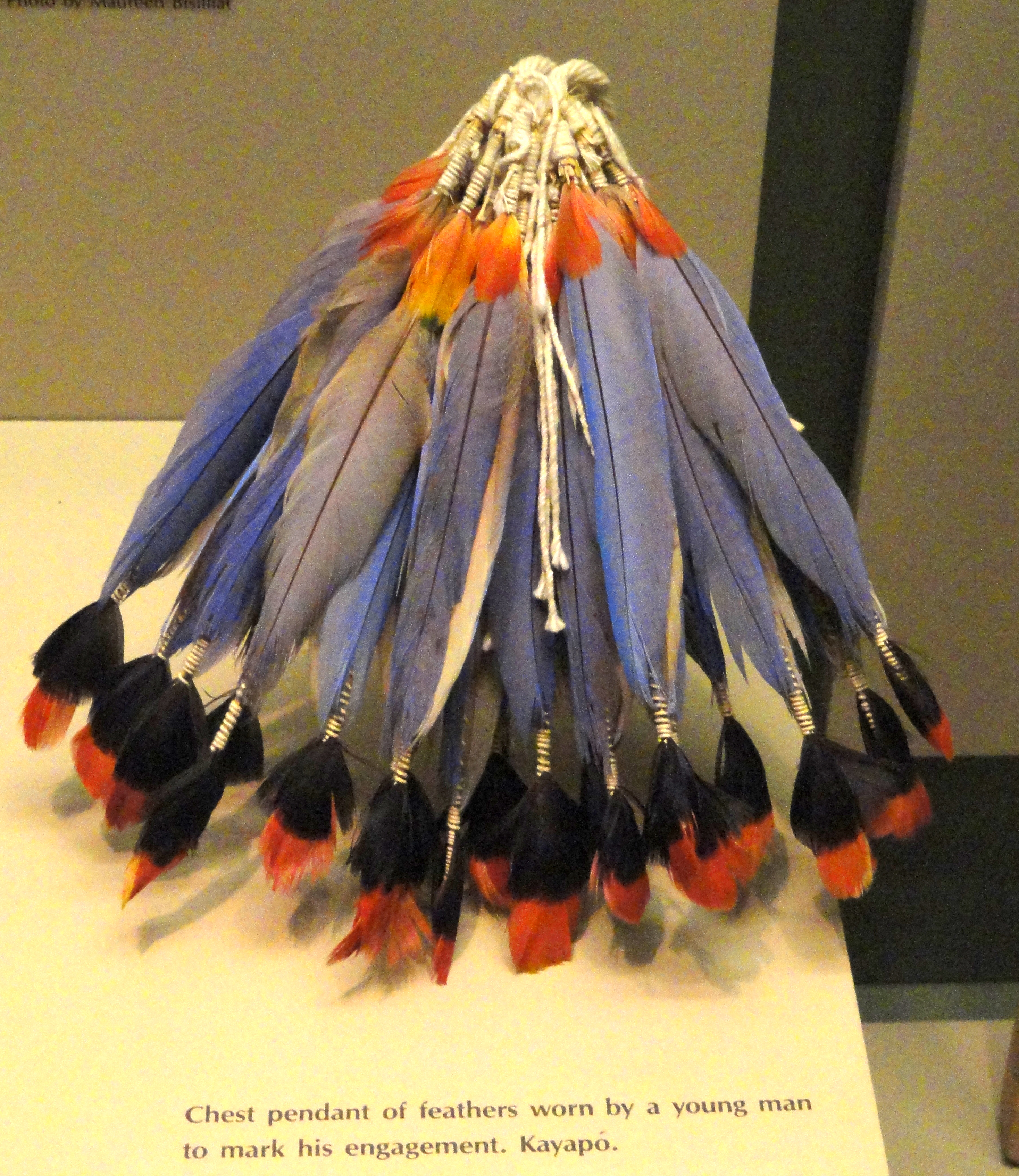
Peitoral Kayapó. American Museum of Natural History.
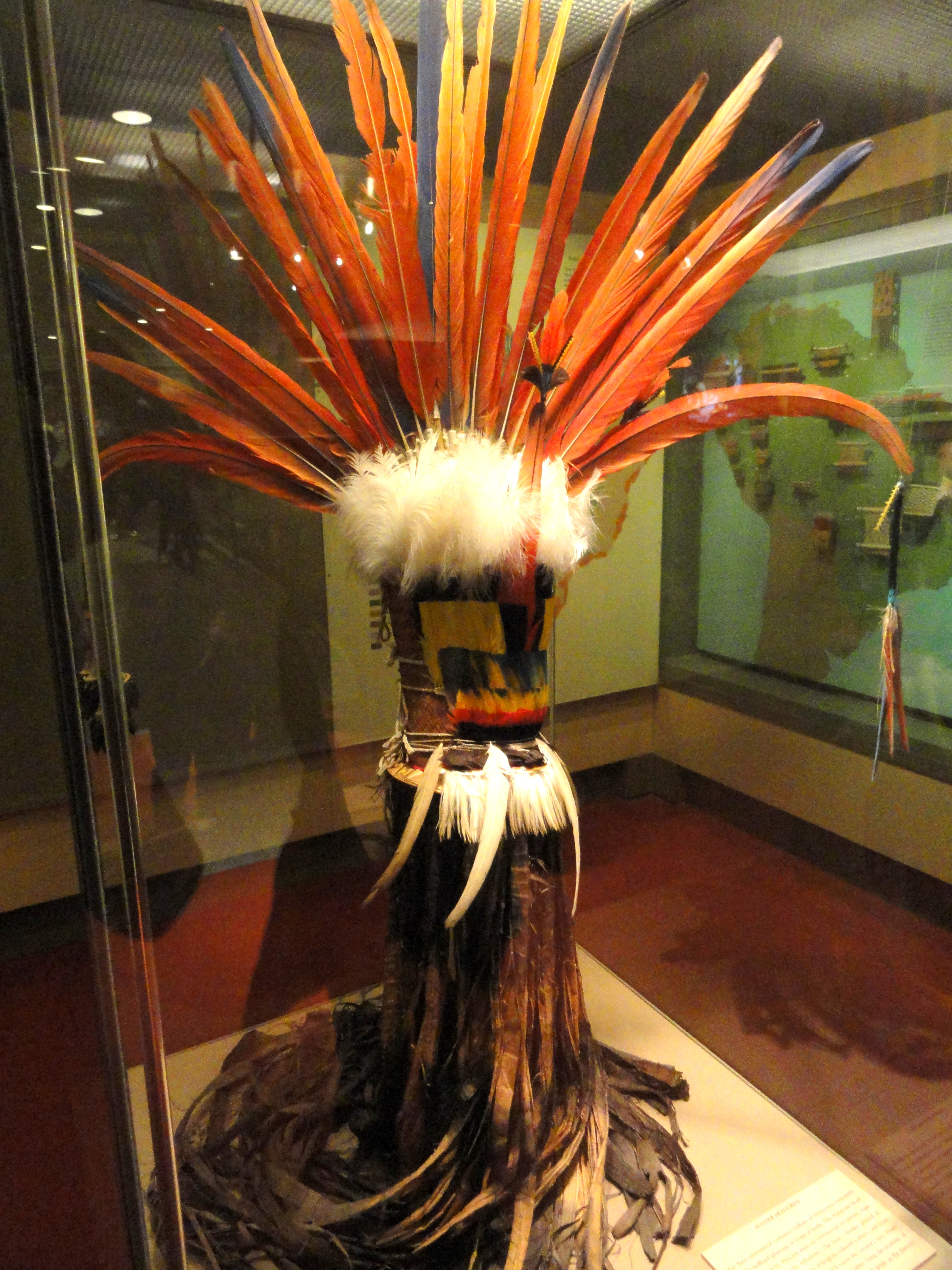
Cocar Wayana. American Museum of Natural History.
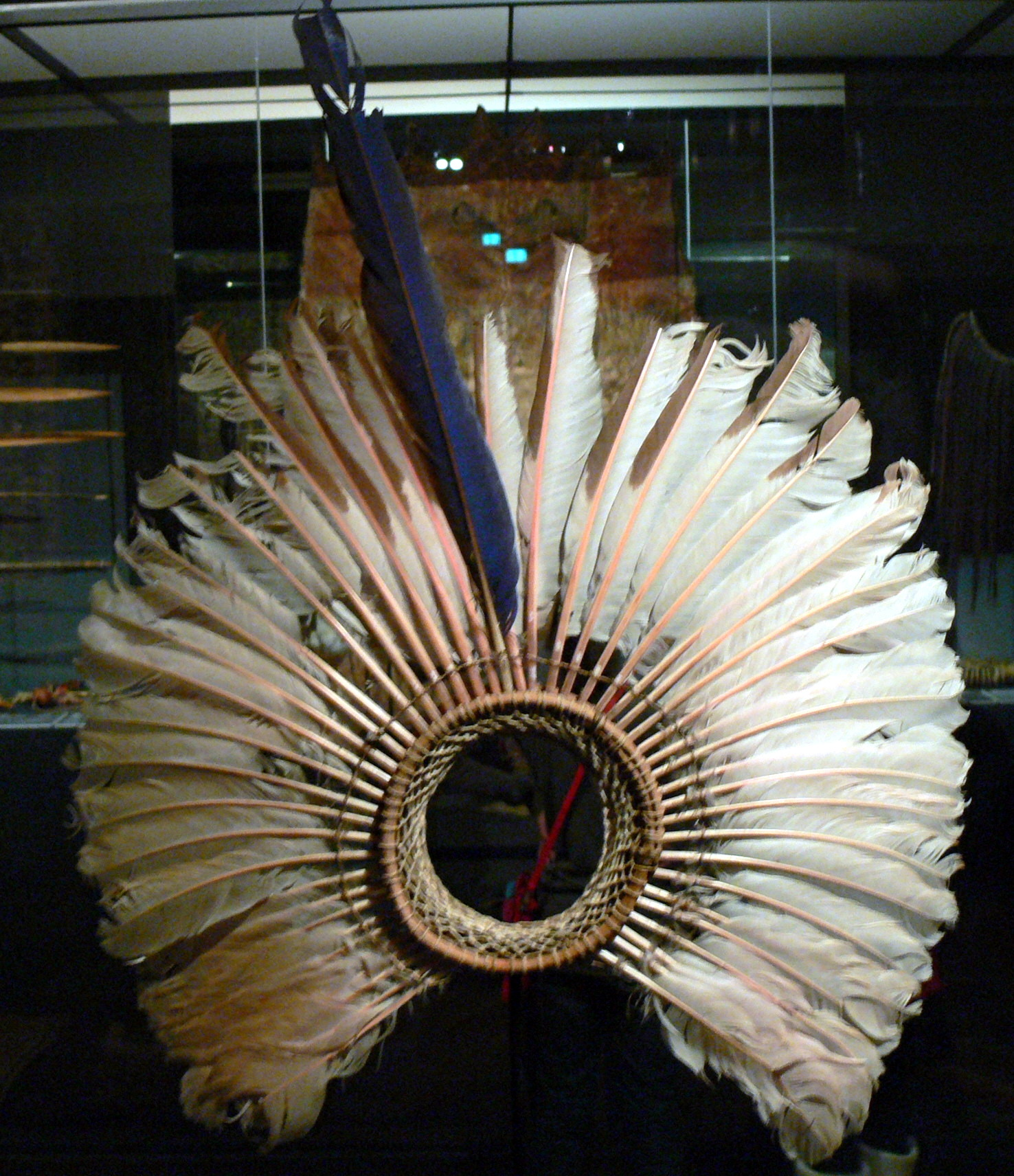
Cocar Guarani. Museu Etnológico de Viena.
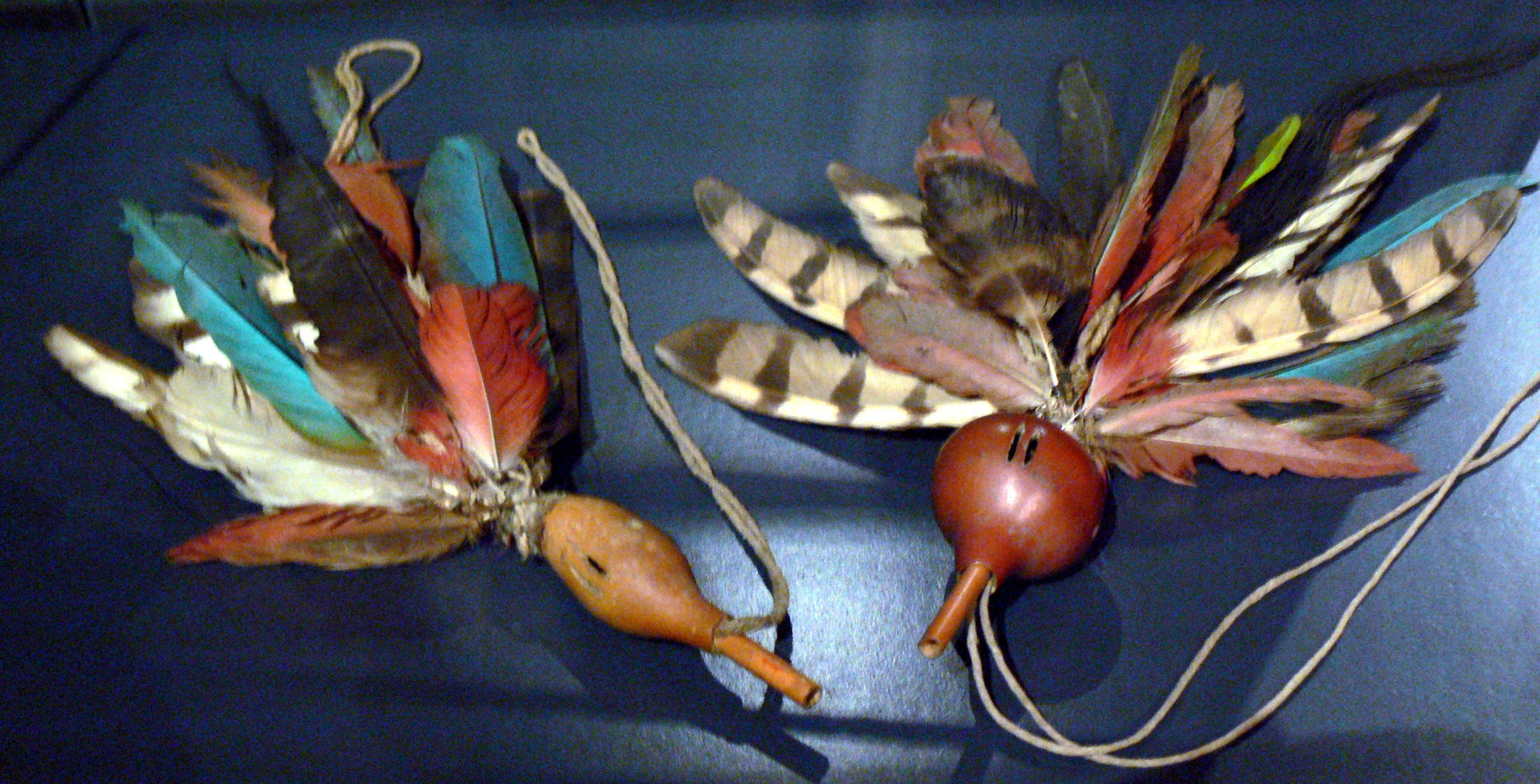
Maracas decoradas com penas, provenientes do Mato Grosso. Museu Etnológico de Viena.

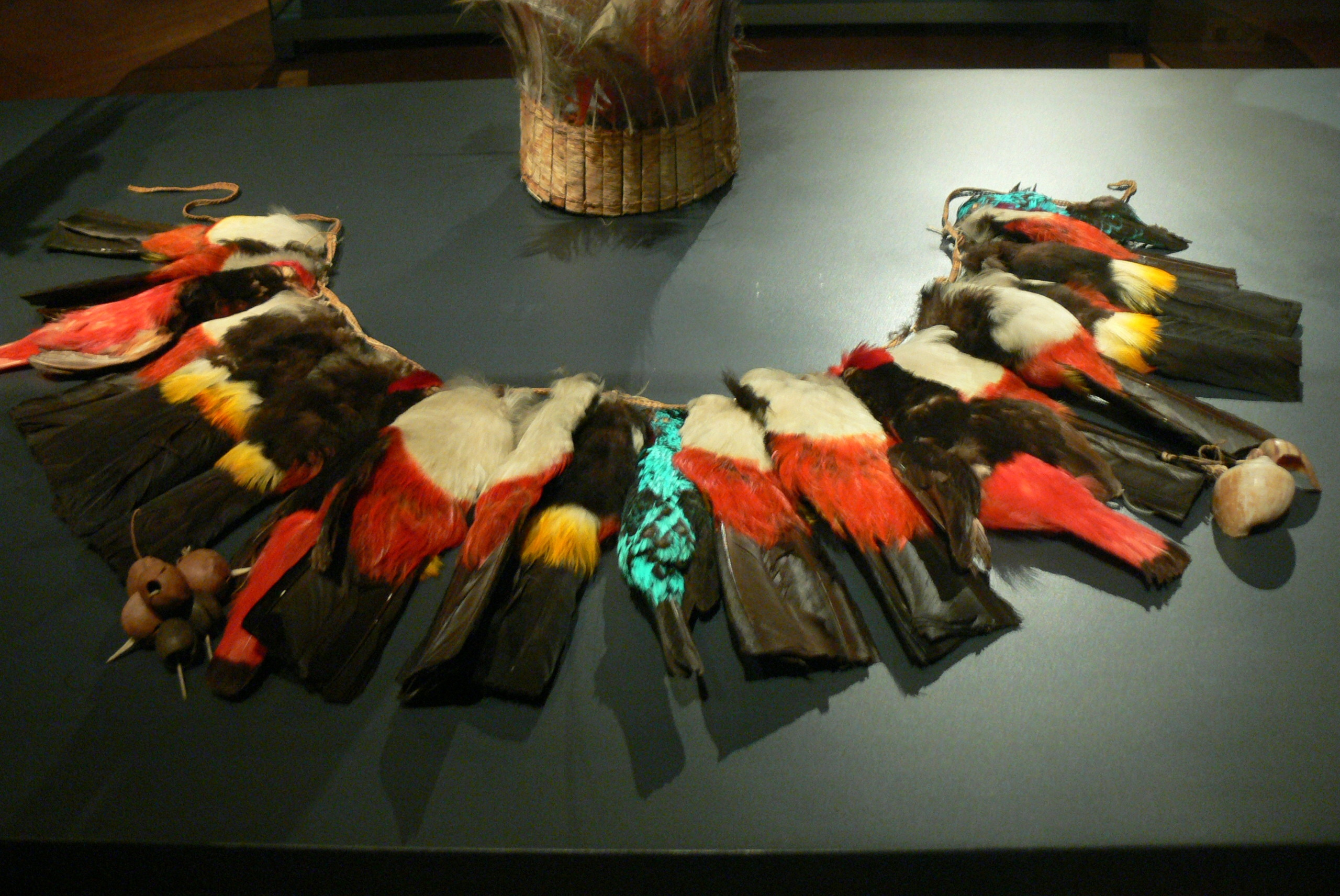
Colar Tikuna. Museu Etnológico de Viena.
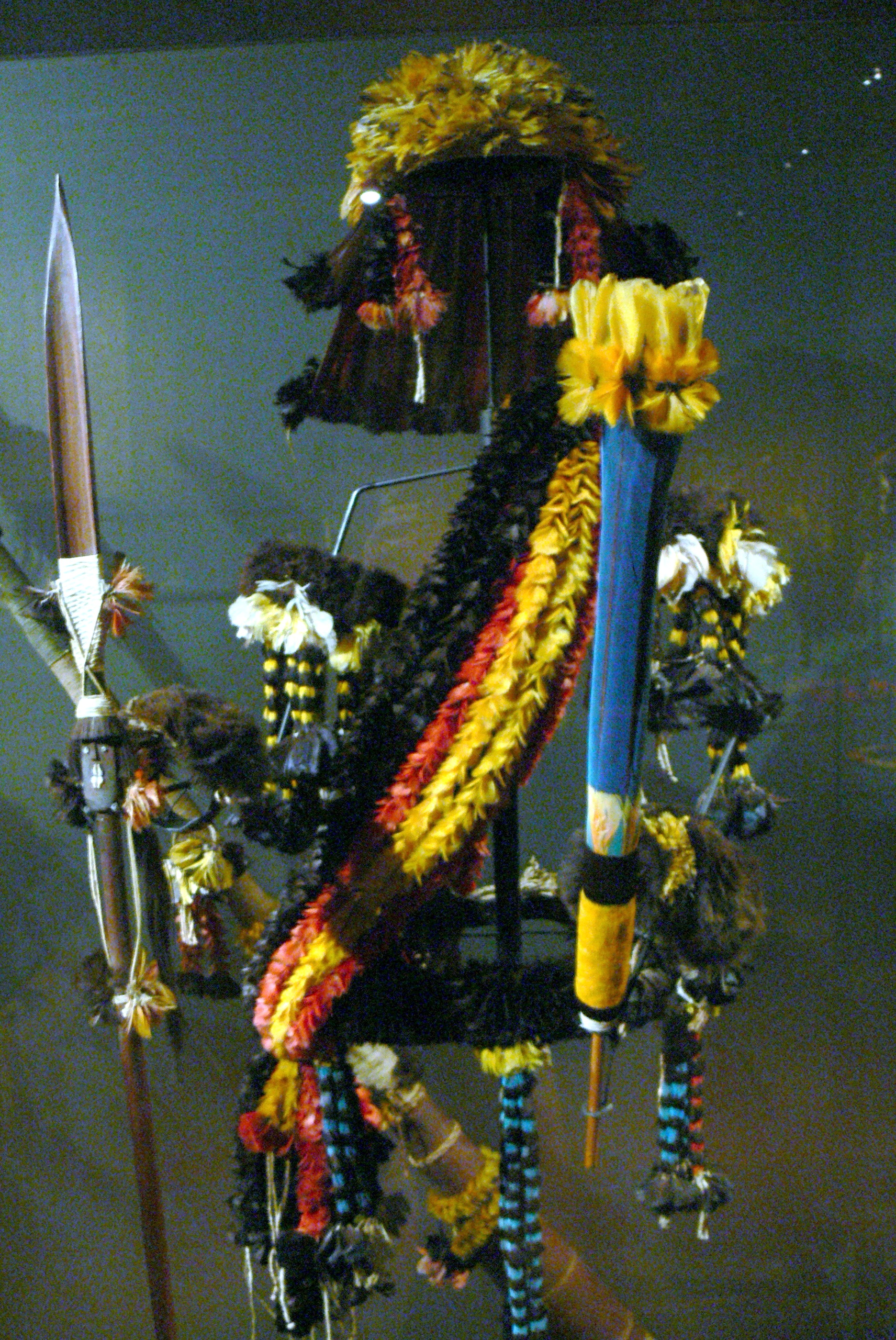
Vestimenta cerimonial Munduruku. Museu Etnológico de Viena.
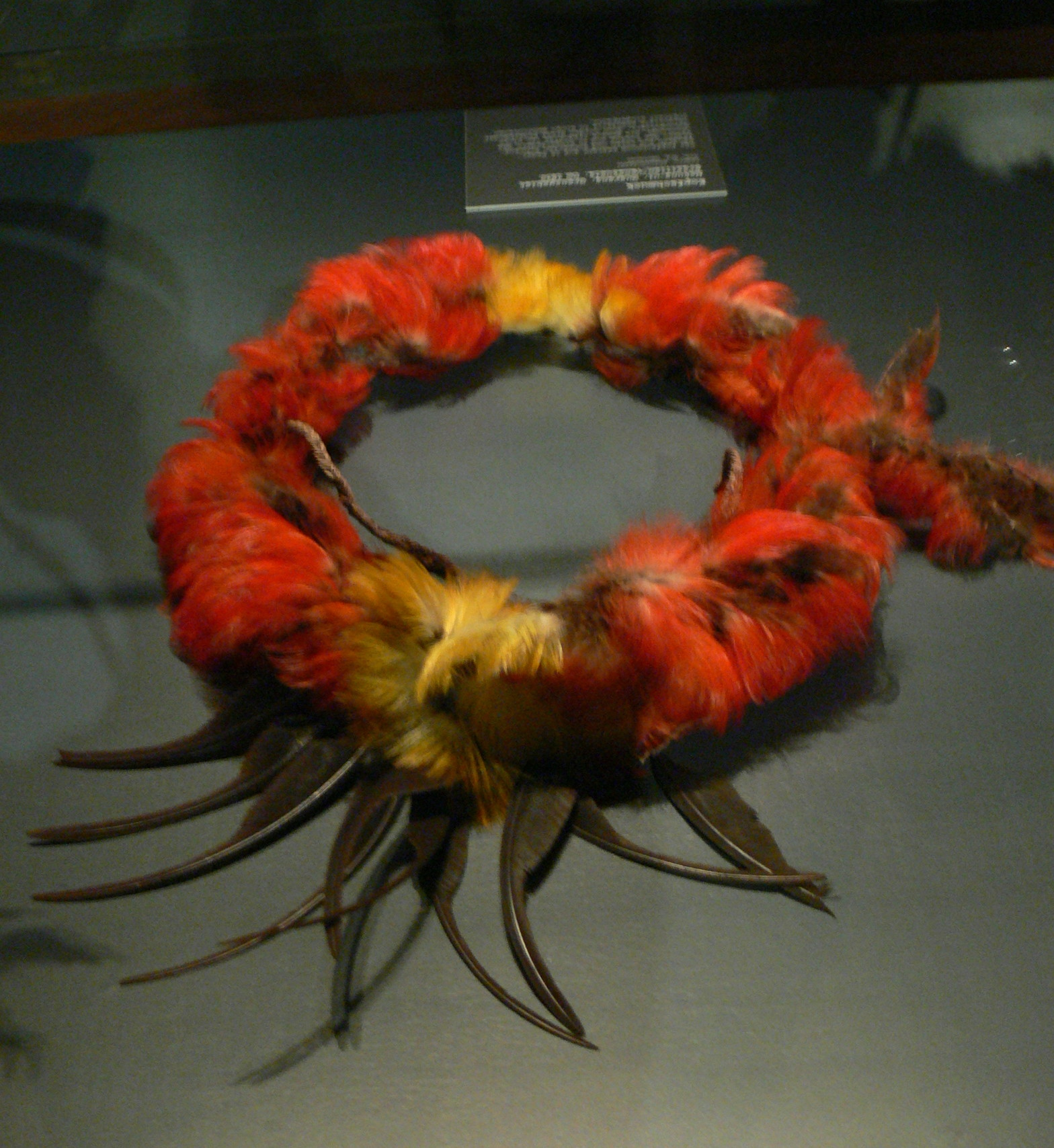
Adereço de cabeça Makuna. Museu Etnológico de Viena.
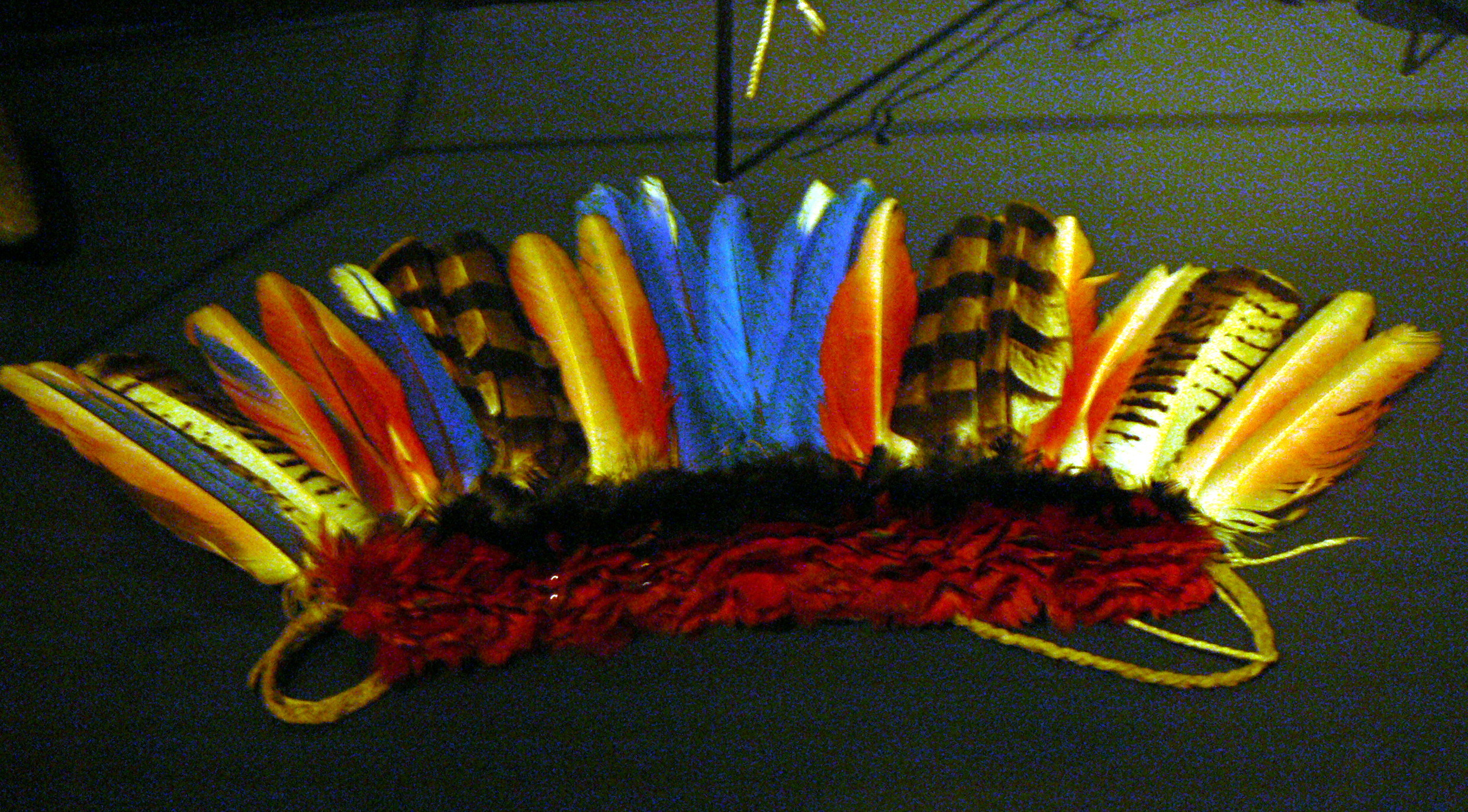
Cocar Apiaká. Museu Etnológico de Viena.